# Milow (Mecklenburg)
Milow is een gemeente in de Duitse deelstaat Mecklenburg-Voor-Pommeren, en maakt deel uit van het Landkreis Ludwigslust-Parchim.
Milow telt 359 inwoners.